# Platfòm Pitit Desalin
Platfòm Pitit Desalin (Plataforma Hijo de Desalin) es un partido político haitiano que lleva el nombre del líder revolucionario haitiano  Jean-Jacques Dessalines, dirigido por Jean-Charles Moïse. Desde el día 11 de abril de 2018, el partido tenía dos escaños en la Cámara de Diputados y un escaño en el Senado de Haití. Desde el 10 de enero de 2023, ambas cámaras del parlamento de Haití están vacantes.  El líder del partido, Jean-Charles Moïse, dimitió como senador en protesta por un presunto soborno de 2,5 millones de dólares que le ofrecieron los aliados del presidente Michel Martelly y para presentarse a la presidencia en las elecciones presidenciales de 2015. Recibió el 14,3% del voto popular y quedó en tercer lugar. Después de las elecciones, el partido jugó un papel importante en las protestas de la oposición contra el eventual ganador Jovenel Moïse. Posteriormente asesinado el día 7 de julio de 2021.
Jean-Charles Moïse y el secretario general del partido Assad Volcy han sido figuras centrales en el movimiento contra del anterior jefe de Estado de Haití de facto, Ariel Henry.
El Partido Platfòm Pitit Desalin ha alegado malos tratos a miembros de su partido por parte del gobierno haitiano. Cuando Moïse todavía era senador, supuestamente fue arrestado y detenido durante medio día por la policía haitiana en una manifestación de Pitit Desalin.  El partido también afirma que ha habido redadas policiales en sus oficinas, así como 30 arrestos de miembros del partido por motivos políticos en noviembre de 2015..  Un activista del partido, Maxo Gaspard, fue asesinado a tiros cerca de las oficinas del partido, presuntamente por un oficial de policía, aunque la Policía Nacional de Haití ha negado su participación.

## Ideología
Platfòm Pitit Desalin fundamenta sus Ideologías políticas en tres pilares centrales como: soberanía en el sector político, solidaridad en el sector social y prosperidad en el sector económico.
Es un partido nacionalista de izquierda, con conexiones con el movimiento Familia Lavalas del expresidente Jean-Bertrand Aristide.
El partido afirma que "está comprometido a trabajar por una sociedad justa basada en la soberanía nacional y el desarrollo económico y social para todos sus hijos, de acuerdo con los ideales dessalinianos". También apoyan una "redistribución equitativa de la riqueza" en Haití.
El partido aboga por una "revolución pacífica" en Haití, pero Moïse también alentó a los manifestantes a "armarse con machetes", subrayando que no les estaba diciendo que usaran armas de fuego.